# Astragalus stevenianus
Astragalus stevenianus är en ärtväxtart som beskrevs av Dc. Astragalus stevenianus ingår i släktet vedlar, och familjen ärtväxter.

## Underarter
Arten delas in i följande underarter:
- A. s. glochideus
- A. s. kochianus
- A. s. meskheticus